# Sophronisca rufotarsalis
Sophronisca rufotarsalis är en skalbaggsart som beskrevs av Stefan von Breuning 1972. Sophronisca rufotarsalis ingår i släktet Sophronisca och familjen långhorningar.
Artens utbredningsområde är Ghana. Inga underarter finns listade i Catalogue of Life.